# Echoes (Hawkeye)
"Echoes" es el tercer episodio de la miniserie de televisión estadounidense Hawkeye, basada en Marvel Comics que presenta a los personajes Clint Barton / Hawkeye y Kate Bishop. El episodio sigue a Barton trabajando con Bishop para aprender más sobre una conspiración criminal. El episodio está ambientado en el Universo Cinematográfico de Marvel (MCU), compartiendo continuidad con las películas de la franquicia. Fue escrito por Katie Mathewson y Tanner Bean y dirigido por el dúo Bert & Bertie.
Jeremy Renner repite su papel como Clint Barton de la saga cinematográfica, con Hailee Steinfeld uniéndose a él como Kate Bishop. Tony Dalton, Alaqua Cox, Fra Fee, Aleks Paunovic, Piotr Adamczyk y Zahn McClarnon también protagonizan. El dúo de directoras inglesas Bert & Bertie se unieron a la serie en julio de 2020. La filmación tuvo lugar en la ciudad de Nueva York, con trabajo adicional de filmación y sonido en Atlanta, Georgia.
"Echoes" se estrenó en Disney+ el 1 de diciembre de 2021. Los críticos elogiaron el episodio por sus actuaciones, dirección, secuencias de acción (particularmente la persecución de una sola toma) y la presentación de López, pero sintieron que el episodio fue lento en ocasiones.

## Trama
En 2007, Maya López, de 7 años, enfrenta dificultades en su escuela debido a su sordomudez y le dice a su padre William que quiere asistir a una escuela para discapacitados, aunque la consuela diciéndole que debe aprender a convivir entre 2 mundos y que aprenda observando. Con los años, se experimenta en combate cuerpo a cuerpo usando la observación, a pesar de tener amputada su pierna derecha. Sin embargo, durante el Blip, López presencia un brutal ataque del justiciero Ronin que termina con el asesinato de su padre. En 2024, López interroga a Clint Barton y Kate Bishop sobre el regreso de Ronin; a pesar del intento de Barton de persuadirla de que Black Widow mató a Ronin, López no está satisfecha porque murió. En un momento, López ataca a Bishop, creyendo que es Ronin, provocando una distracción donde Barton se libera; se enfrenta con López, quien lo golpea y rompe su audífono.
Barton libera a Bishop del agarre de López, quien domina al  segundo al mando de los deportistas, Kazi Kazimierczak. Los dos roban un automóvil y en la persecución, Kate los evade usando inusuales flechas de todo tipo; finalmente escapan de la Mafia Deportista bloqueándolos en el puente de Manhattan y saltando a un tren en movimiento. El dúo regresa al apartamento y Barton recibe una llamada de su hijo Nathaniel. Bishop los ayuda a comunicarse, pero Clint, aún sin oír del todo, siente pena por su hijo al saber que no volverá a casa pronto. Visitan a una audióloga en Chinatown para que les arregle el audífono. Mientras almuerzan, Bishop intenta alentar a Barton a elevar su marca y reconocimiento, pero Clint insiste en que nunca fue un modelo a seguir. Ella lo convence de lo contrario, señalando cómo se han mantenido unidos durante su conflicto.
Debido a las sospechas de Bishop sobre Jack Duquesne por el asesinato de Armand y sus tratos con el mercado negro, se cuelan en el ático de Eleanor. Después de investigar en la computadora portátil de Eleanor, Bishop queda bloqueada mientras Duquesne amenaza a Barton con la espada de Ronin.

## Producción

### Desarrollo
Para abril de 2019, Marvel Studios estaba desarrollando una serie para Disney+ protagonizada por Clint Barton / Hawkeye de Jeremy Renner de las películas del Universo Cinematográfico de Marvel (MCU), en la que Barton legaría el manto de Hawkeye a Kate Bishop.  En julio de 2020, el dúo de directoras inglesas Bert & Bertie fueron contratadas para dirigir tres episodios de la serie.  Los productores ejecutivos de la serie incluyen al escritor principal Jonathan Igla, Rhys Thomas, Brad Winderbaum, Trinh Tran, Victoria Alonso, Louis D'Esposito y Kevin Feige.  El tercer episodio, titulado "Echoes",  fue escrito por Katie Mathewson & Tanner Bean, y fue lanzado el 1 de diciembre de 2021. 

### Escritura
Las directoras Bert & Bertie describieron: "La versión de Maya que hemos visto ha nacido de la pérdida de su padre, y ella reacciona a las cosas de manera muy emocional y en el momento", mientras llama a Kazi "un personaje apasionado y más sensato". Dijeron que la vida de Maya López "se convirtió en una venganza por la muerte de su padre" y señalaron cómo había "pasado su vida impulsada por ese momento en que lo pierde". Fee sintió que Kazi estaba en un dilema "maravilloso" ya que "está tratando de mantener intacta la organización [Tracksuit Mafia] pero también es leal a ella [López]. Tienen una historia juntos. Se conocen de toda la vida, y él podría estar albergando sentimientos más profundos por ella". También afirmó que si bien se preocupa por López, piensa que Kazi quiere tener más autoridad que López.

### Casting
El episodio está protagonizado por Jeremy Renner como Clint Barton, Hailee Steinfeld como Kate Bishop, Tony Dalton como Jack Duquesne, Alaqua Cox como Maya Lopez / Echo, Fra Fee como Kazi, Aleks Paunovic como Ivan, Piotr Adamczyk como Thomas y Zahn McClarnon como William Lopez. También aparecen Carlos Navarro como Enrique, Cade Woodward como Nathaniel Barton, Darnell Besaw como la joven Maya López y Phoenix Crepin como el joven Kazi. Vincent D'Onofrio hace un cameo no acreditado como Wilson Fisk.

### Diseño
La secuencia del título principal del episodio fue diseñada por la empresa Perception. 

### Rodaje
El rodaje comenzó a principios de diciembre de 2020 en la ciudad de Nueva York, usando escenarios como el Lotte New York Palace Hotel.  La filmación adicional tuvo lugar en Trilith Studios y Tyler Perry Studios en Atlanta, Georgia.
Las directoras Bert y Bertie sabían que, cuando filmaban a los actores interpretando el lenguaje de señas, filmaban sus manos y todo su cuerpo antes de "pulsar[la] para un primer plano" según el consejo de Cox y el equipo de lenguaje de señas en el serie. Bertie también notó que había líneas que Cox decidió no decir porque sus expresiones faciales y corporales transmitirían lo que el personaje esperaba transmitir. Mientras filmaban la escena de la persecución de autos, Bert & Bertie querían incorporar más "momentos navideños" y, como tal, incluyeron un lote de árboles de Navidad y flechas con truco en la escena.  Bertie también quería "quedarse con nuestros personajes y vivir la experiencia con ellos y experimentar al menos la primera parte de esa persecución desde el interior del automóvil". Usaron una cámara de 360 grados para filmar la escena y habían comenzado a concebir la escena de una sola toma antes de filmar en Atlanta.

## Marketing
Después del lanzamiento del episodio, Marvel anunció productos inspirados en el episodio como parte de su promoción semanal "Marvel Must Haves" para cada episodio de la serie, incluida ropa, figuras de Marvel Legends para Barton y Bishop y Funko Pops de Bishop y Lopez.

## Recepción

### Audiencia
Según Nielsen Media Research, que mide la cantidad de minutos vistos por el público estadounidense en televisores, Hawkeye fue la tercera serie original más vista en los servicios de transmisión durante la semana del 29 de noviembre al 5 de diciembre con 560 millones de minutos vistos, que fue inferior a los 853 millones de minutos vistos de la semana anterior. Hawkeye fue la serie de transmisión más importante para los espectadores en los Estados Unidos durante la semana que finalizó el 5 de diciembre según TV Time de Whip Media.

### Respuesta crítica
El sitio web del agregador de reseñas Rotten Tomatoes informa un índice de aprobación del 100% con una calificación promedio de 8/10, según 15 reseñas.
Matt Purslow de IGN expreso que estaba contento con la dirección de la dinámica de Barton y Bishop y dijo que el equipo creativo de la serie sabía exactamente lo que estaba haciendo con ellos. Estaba contento con el hecho de que la pareja estuvo en casi todas las escenas y tomas del episodio juntos, ya que como resultado "impulsó de manera convincente y construyó su asociación". Purslow elogió la acción, incluida la variedad de trucos de Barton en el almacén, así como el one-shot durante la persecución en automóvil. Dijo que, como resultado de la persecución en automóvil, "las directoras Bert y Bertie instantáneamente se muestran entre los mejores visionarios de acción del MCU". Purslow elogió a Marvel por elegir a Cox porque aseguró que "la sordera es más que una mención pasajera", ya que permitió la autenticidad y la representación. En general, Purslow le dio al episodio un 8 sobre 10, y su veredicto final dijo que "la brillante dinámica de Clint y Kate ocupa un lugar central en un episodio lleno de acción que permite que brillen todos los mejores elementos de Hawkeye". Dando al episodio una B +, Chancellor Agard de Entertainment Weekly dijo que este era el episodio que "los fanáticos del Hawkeye de Matt Fraction y David Aja" habían estado esperando. Dijo que el episodio en general fue exitoso, especialmente con la presentación completa de López, así como "profundizar y suavizar la dinámica de Clint y Kate", pero sintió que el final no fue satisfactorio y se sorprendió cuando terminó porque "sentía que algo estaba pasando desapercibido".
Caroline Siede de The AV Club también le dio al episodio una B+, destacando el cambio que se puede sentir debido a que Hawkeye es la primera serie de Marvel Studios que no tiene un director para todos los episodios. Siede dijo que el episodio "nunca pierde de vista el hecho de que nuestro héroe mató al padre de Maya" y, como resultado, "agrega un oscuro peso emocional incluso a sus momentos de acción más enérgicos". Sintió que las actuaciones de Darnell Besaw y Zahn McClarnon al comienzo del episodio fueron clave para que el episodio funcionara. Siede dijo que la risa del "tío" de López le hizo pensar en Vincent D'Onofrio como Wilson Fisk de la serie de Netflix Daredevil. Señalando que si ese fuera el caso, "sería un cambio grande pero bienvenido" para él aparecer nuevamente. Ella llamó a la persecución de autos una "explosión absoluta" y le gustó la variedad de flechas con truco. En general, Siede estaba feliz de que Clint y Kate estuvieran en la mitad de la temporada. El episodio recibió otra B+ de Ross Bonaime de Collider. Bonaime dijo que después de todo el montaje en los dos primeros episodios, "Echoes" podría pasar al mejor aspecto del programa, que definió como "la unión entre Barton y Bishop". Sintió que entre las escenas de la joven Maya y su padre, además de ver a su padre asesinado por Ronin, la serie "hace un trabajo fantástico al hacer que la audiencia se preocupe por Echo en un período de tiempo relativamente corto". También elogió la acción, especialmente la persecución de autos y el uso de flechas con truco en la escena. Bonaime señaló que después de la primera mitad del episodio llena de acción, la segunda mitad se desaceleró considerablemente, pero "considerando lo que vino antes, y que esta sección está claramente configurada para la próxima semana, es difícil criticar demasiado el episodio por terminar en un momento de debilidad".

### Elogios
En los Premios de la Sociedad de Efectos Visuales de 2022, Nicholas Hodgson, David Abbott, Nick Cattel y Jin Choi fueron nominados a Entorno creado excepcional en un episodio, comercial o proyecto en tiempo real por la secuencia del puente de Manhattan en el episodio. Carl Richard Burden, Noon Orsatti, Renae Moneymaker y Crystal Hooks fueron nominados a Actuación destacada en acrobacias en la 74.ª edición de los premios Primetime Creative Arts Emmy.